# Pîkulovîci, Pustomîtî
Pîkulovîci (în ucraineană Пикуловичі) este o comună în raionul Pustomîtî, regiunea Liov, Ucraina, formată numai din satul de reședință.

## Demografie
Componența lingvistică a comunei Pîkulovîci
     Ucraineană (99,63%)
     Alte limbi (0,24%)
Conform recensământului din 2001, majoritatea populației comunei Pîkulovîci era vorbitoare de ucraineană (99,63%), existând în minoritate și vorbitori de alte limbi.